# Независна демократска акција
Независна демократска акција (порт. Acção Democrática Independente) је политичка партија у Сао Томе и Принсипеу. Основао ју је 1994. тадашњи председник Мигел Тровоада. Политика странке базирана је на центризму.
На последњим одржаним парламентарним изборима 2010. године, АДИ је освојила 42,19% гласова односно 26 од 55 посланичких места у парламенту.
Председник партије је Патрис Тровоада, бивши премијер Сао Томе и Принсипеа.